# Silao (Messico)

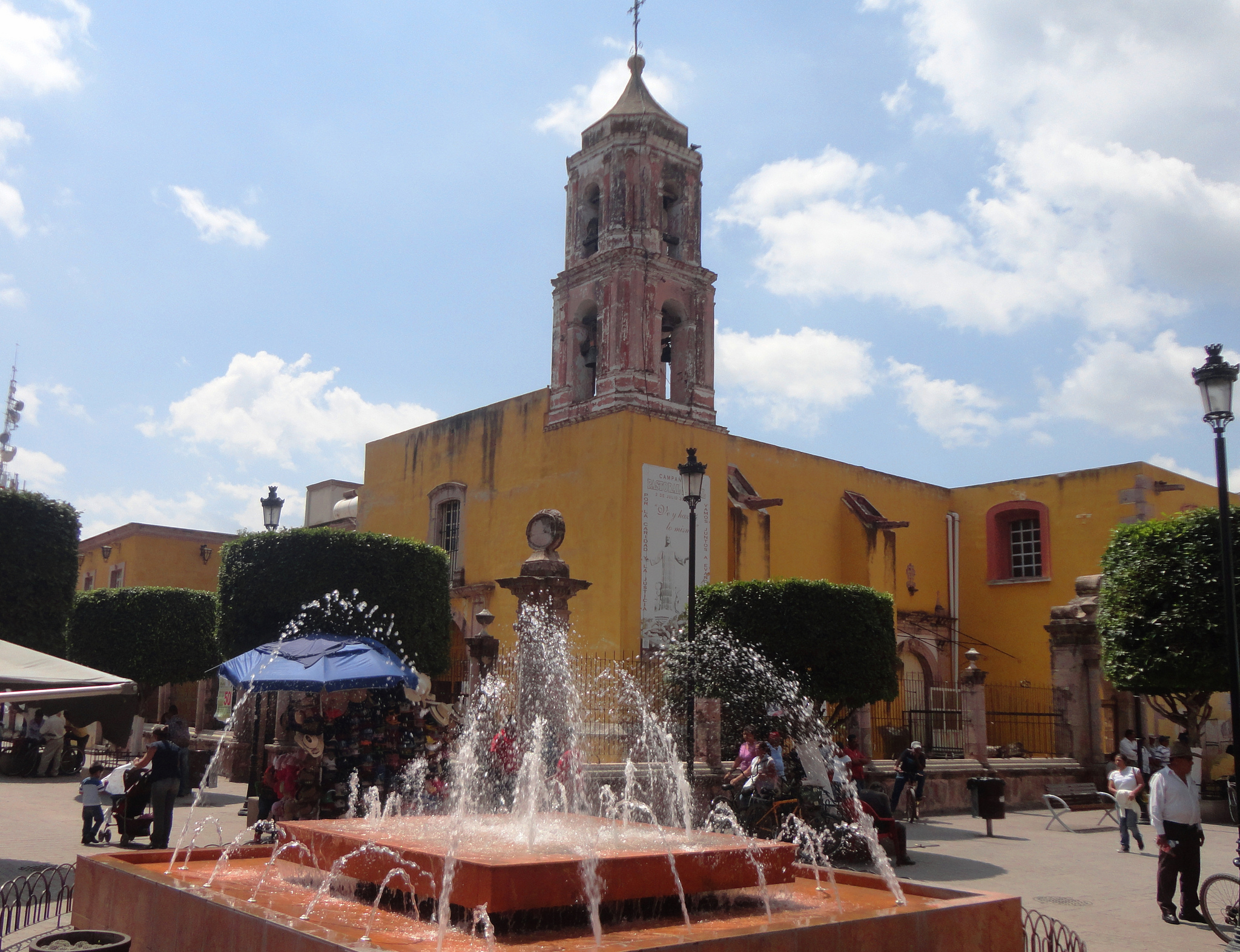
Tempio del Terzo Ordine di San Francesco

Silao è una città dello stato di Guanajuato, nel Messico centrale, capoluogo dell'omonima municipalità.
La municipalità conta 173.024 abitanti e copre un'area di 531,41 km².